# Sirani (krater)
Sirani är en nedslagskrater med en diameter på 28 kilometer, på planeten Venus. Sirani har fått sitt namn efter konstnären Elisabetta Sirani.